# Dave Wong
Dave Wong (en chino mandarín conocido como Wang Chieh y en cantonés como Wong Kit) (20 de octubre de 1962, Taipéi), es un cantante pop taiwanés que se hizo famoso a finales de la década de 1980 y principios de 1990. Entre sus éxitos memorables son "Un juego y un sueño" (一場遊戲一場夢), "Pedazos de tristeza, trozos de Locura" (幾分傷心幾分癡), "¿Quién puede entender el corazón de un solitario?" (誰明浪子心), "Olvídate de ti, olvídate de mí" (忘了你忘了我), y "Annie" (安妮).

## Biografía
Wong nació en Hong Kong, hijo del actor de Shaw Brothers, Wong Hap, se mudó a Taiwán cuando tenía 17 años. Antes de obtener su primer contrato discográfico en 1987, Wong escribió y compuso canciones para otros cantantes bajo los nombres de "Little Grass " y "Viento del Norte". 
Sus padres se divorciaron cuando Wong tenía 12 años, y ellos lo dejaron solo en un colegio internado, así que él tenía que vivir y trabajar por su cuenta, sus padres ya no lo cuidaban, ni pagaban nada para su matrícula y comida. Se sintió muy solo como un huérfano abandonado por los padres, entonces la música se convirtió en su único consuelo en la adolescencia, compuso su primera canción《El niño ya está llorando》cuando tenía solo 14. Después de graduarse de la escuela secundaria, a la edad de 17 años, se fue a Taiwán a trabajar solo. Trabajó como instructor de Tae Kwon Do, además fue entrenador de patinaje sobre hielo, taxista, repartidor, camarero y cocinero. También pasó tres años en las fuerzas armadas de Taiwán con el fin de obtener una tarjeta de identificación como ciudadano taiwanés, a pesar de tener un pasaporte británico de Hong Kong. Tras casarse con su primera esposa a los 19 años, tuvo una hija. Para poder seguir viviendo en Taiwán y obtener un documento de identidad, decidió alistarse en el ejército. Después de graduarse del ejército, Wong se enteró de que su esposa los había abandonado a él y a su hija hacía tiempo, y Wong se convirtió en padre soltero criando solo a su hija y llevando una vida muy dura.
Lanzó su primer álbum en solitario a la edad de 25. Desde entonces, sus álbumes se han vendido a lo grande y se ha convertido en una superestrella sin igual en ese momento. Wong saltó a la cima de las listas de música Tawainés en 1988 con su álbum debut titulado《Un juego y un sueño》, se ha vendido más de 500.000 copias, en el que obtuvo un gran éxito en Hong Kong durante la década de 1980 y principios de 1990. Muchas de sus canciones fueron utilizadas como temas musicales de la popular serie de TVB. Es uno de los pocos artistas de Taiwán para entrar en el mercado de Hong Kong, con cuatro años de las listas de éxitos de ventas de récord. Aedmás ha tenido también mucho éxito en otros países como Malasia, Singapur y China continental.
En 2017, anunció su retirada de la escena musical y desde entonces se ha mantenido alejado del público, pero su leyenda siempre ha estado ahí.

## Reconocimiento

### Premios
- 1988 Oro Premios del Cine Caballo - Mejor banda sonora original de la película.
- 1989 Hong Kong Internacional fonógrafo Premios de la Asociación de grabación - disco de platino fonógrafo.
- 1989 CRHK canción último Tabla de Premios - Premio a la Mejor Revelación de Oro.
- 1990 [RTHK [Top 10 de canciones de Oro Premios]] - La mayoría de Promesa Premio de Oro.
- 1990 [TVB [Jade]] Oro Mejor sólido 10 Premio - recién llegado más populares.
- 1992 Taiwán ídolos Top Ten
- 1992 Taiwán Mejor Sueño novia (n º 1)
- 2000 Guangzhou Music Awards - Asia y el Pacífico área de Mejor Cantante Masculino.
- 2000 Metro Hits Music Awards - Premio Canción
- 2000 Elección original de la música pop china - Premio Canción 1999.
- 2000 Golden TVB8 Premios Top Melodía de Oro -1999
- 2002 Golden TVB8 Premios Melodía - Mejor Canción Recomendación
- 2003 Golden TVB8 Premios Melodía - Mejor Canción Recomendación
- 2003 Cantón de televisión "Hit Rey Premios Elección Temporada" - Mejor Canción mandarín.
- 2004 [Jiangsu []] Music Prize Ceremonia de Presentación - Mejor Compositor.
- 2004 Metro Hits Premios chinos Música - Premio Canción china.

### Nominaciones
- 1990 Premios Ist Taiwan Golden Melody - La mayoría de cantante masculino Popular.
- 1992 tercera Taiwán Premios Melodía de Oro - Mejor Álbum
- 1993 Premios cuarto Taiwan Golden Melody - La mayoría de cantante masculino Popular.
- 1993 Singapur Ist Hit Premios - La mayoría de cantante masculino Popular.
- 1994 Taiwán quinto premios Melodía de Oro - Mejor Canción'Hui Jia "回家".
- 1994 Premio de Singapur segundo golpe - El más popular cantante masculino.
- 1994 Singapur segundo Hit Awards - Mejor Canción'Lu "路".

## Obras

### Discografía
Álbumes en Mandarín
- 《一場遊戲一場夢》 A Game A Dream (December 1987)
- 《忘了你忘了我》 Forget You Forget Me (July 1988)
- 《是否我真的一無所有》 Do I Really Have Nothing (January 1989)
- 《孤星》 Lone Star (August 1989)
- 《向太陽怒吼》 Roared to the Sun (January 1990)
- 《我要飛》 I Want to Fly (May 1990)
- 電影原聲帶《異域》 Move soundtrack Exotic (August 1990)
- 《爲了愛 夢一生》 To Dream of a Lifetime Love (January 1991)
- 《忘記妳不如忘記自己》 Forget You Better Forget Myself (July 1991)
- 《All By Himself IV》(Jan 1992)
- 《英雄淚》 Hero Tears (July 1992)
- 《我》 Me (Jan 1993)
- 《路》 Road (July 1993)
- 《只要說妳愛我》 Just Say You Love Me (Feb 1994)
- 《候鳥》 Migratory Birds (July 1994)
- 《夢。在無夢的夜裏》 Dream. In the Absence of the Night Dream (Feb 1995)
- 《情願不自由》 Would Rather not Free (Oct 1995)
- 《手足情深》 Brotherly love (Aug 1996)
- 《忘了所有》 Forget All (Dec 1996)
- 《我愛你》 I Love You (Feb 1997)
- 《起点》 Starting Point (Aug 1997)
- 《替身》 Substitute (Aug 1998)
- 《從今開始》 From Now On (Aug 2000)
- 《愛我的我愛的王傑》 新歌加經典重唱  Love Me, I Love, Wang Jie (new songs plus classic quartet) (Feb 2003)
- 《不孤單》 Not Alone (Feb 2004)
- 《甦醒》 Regaining Consciousness (Sep 2005)
- 《別了瘋子》 Goodbye Madman (Jan 2007)

Álbumes en Cantonés
- 《故事的角色》 The Role of the Story (Feb 1989)
- 《誰明浪子心》 Return of the Prodigal (Aug 1989)
- 《人在風雨中》 Man In the Storm (Jan 1990)
- 《流浪的心》 Stray Hearts (Oct 1991)
- 《怒海孤鴻》 (Nov 1991)
- 《封鎖我一生》 Blocked in my Life (July 1992)
- 《她》 She (June 1993)
- 《啞巴的傑作》 Silent Masterpiece (Apr 1996)
- 《Giving》 Giving (Jan 2000)
- 《Hello!》  Hello! (Dec 2000)
- 《愛與夢》 L'amour et le Reve (July 2002)

Compilación de álbumes
- 《今生無悔精選》 王傑新歌+精選  Featured this life with no regrets (1991)
- 《王傑影視金曲》 Golden Wang Television (1992)
- 《浪子心》 Return of the Prodigal (1993)
- 《孤星夢》 王傑精選Ⅱ  Star Dream (1994)
- 《王傑外傳-西洋代表作》 Wang Jie Rumours – Western Masterpiece (1995)
- 《一番傑作——經典好歌全記錄》 Masterpiece – Classic BBC Month (1995)
- 《王傑經典》 Classic Wang (1996)
- 《華納超極品音色系列 王傑》 Best of Wang (1997)
- 《八面威風精選系列—王傑》 Wang – Best of the 80s Collection (1998)
- 《華納我愛經典系列 王傑》 I Love Wang Classics (1998)
- 王傑超級精選《鐵漢柔情》 Tiehan Tenderness Wang Super Selection (1999)
- 《傑作》 Masterpiece (1999)
- 《替身+傑出精選16》 Outstanding Features – 16 (2000)
- 《最好2000世紀精選》 21st Century Best Selection (2000)
- 《我們的王傑17》  Our Wang (2000)
- 《王傑+容祖兒 純音樂世界》 Wang & Yung Pure Music (2001)
- 《王傑萬歲 2001》 新曲+精選   Wang Long Live 2001 (new song) (2001)
- 《華納至尊經典系列-王傑》 Extreme Classics (2002)
- 《王傑精選 SACD 版》 Featured Wang SACD Edition (2002)
- 《華納23周年紀念精選系列-王傑》 Wang Jie 23 Anniversary Collection (2002)
- 《孤星．英雄淚 王傑時代金選》 Lone Star (2003)
- 《最動聽的…王傑》 The Most Beautiful... Wang (2004)
- 《王傑2004 傑出之選》 Outstanding Selection 2004 (2004)
- 《王傑 華納No.1系列 2CD》 Wang Number 1s Double CD (2006)
- 《王傑 華納最出色系列 3CD+DVD》 Most Remarkable Wang (2007)
- 《王傑[LPCD45]》 Wang Jie (2007)

### Conciertos
- 1989 21–23 July        Live In Singapore
- 1990 22–27 February    'True Feelings' Hong Kong Concert
- 1990 29 June           'I Want to Fly' Fans'Concert (Kaohsiung)
- 1990 20 July           'Care Candidates' Fans'Concert (Taipéi)
- 1991 August            'Forget Myself' Live Taiwan Tour (Kaohsiung, Tainan and Taipei)
- 1991 4 September       'CTS TV Live' Taiwan Concert
- 1992 January           'You Love Wang Jie Loves You' Taiwan Concert
- 2000 23 February       'Giving For The Children' Hong Kong Concert
- 2000 8–9 December      Live China Tour (Guangzhou)
- 2000 28 December       Live China Tour (Shaoguan)
- 2000 30 December       Live China Tour (Shenzhen)
- 2001 4–6 April         'Wang's 2001' Hong Kong Concert
- 2001 26 April - 1 May  Live US Tour
- 2002 27 April          'Live in Genting' Malaysia Concert
- 2003 21 March          'Love Me & I Love Charity Concert' (Taipéi)
- 2003 12 & 14 September 'A Night of Love Songs' US Concert (Sheraton Convention Centre)
- 2003 5 October         Live in US (Atlantic City)
- 2004 24 October        Live in US (Atlantic City)
- 2004 24 November       'Purple Sky' Beijing Concert
- 2006 16 September      'Going Home' Xi'an Concert
- 2007                   'Dave Wang Live US Tour (US Caesars Casino Hotel)
- 2009 20–21 September   Live in US (Niagara Fallsview Casino Resort)
- 2009 23 October        I Am Back！Dave Wang Concert 2009 (Hong Kong)
- 2010 20–21 February    Lunar New Year Live in US (Foxwoods Resort Casino)
- 2010 7 August          Dave Wang World Tour.Beijing
- 2010 23 October        Dave Wang World Tour.Singapur (Singapur EXPO - The MAX Pavilion)
- 2010 6 November        Dave Wang World Tour.Tianjin

### Películas
- 1977 Executioners from Shaolin
- 1978 Soul of the Sword
- 1989 Seven Wolves
- 1989 Seven Wolves 2
- 1991 Casino Raiders 2
- 1992 Invincible
- 2000 The Legend of the Flying Swordsman
- 2000 A War Named Desire
- 2000 Roaring Wheels
- 2001 Esprit d'Amour
- 2002 Return From The Other World
- 2002 Love is a Butterfly
- 2002 Summer Breeze of Love
- 2004 Heat Team
- 2004 New Police Story

### TV Series
- 1989      Yang Zi Bu Jiao Shui Zi Guo (40 Episodes) Taiwan CTS Series Aired On April
- 1992      Once Upon a Time in Hong Kong (20 Episodes) Hong Kong TVB Series Aired from Oct 5-Oct 30
- 2005      Just Love 老婆大人 (20 Episodes) Hong Kong TVB Series Aired from May 9−Jun 3

### Comerciales
- 1990 Solvil et Titus TV Advertisement
- 2002 Edenbo TV and Magazines Advertisement